# Ranksjön
Ranksjön är en sjö i Nyköpings kommun i Södermanland och ingår i Svärtaåns huvudavrinningsområde. Sjön har en area på 0,0567 kvadratkilometer och ligger 52,1 meter över havet.

## Delavrinningsområde
Ranksjön ingår i det delavrinningsområde (653439-156601) som SMHI kallar för Inloppet i Kappstasjön. Medelhöjden är 51 meter över havet och ytan är 12,62 kvadratkilometer. Det finns inga avrinningsområden uppströms utan avrinningsområdet är högsta punkten. Storån som avvattnar avrinningsområdet har biflödesordning 2, vilket innebär att vattnet flödar genom totalt 2 vattendrag innan det når havet efter 29 kilometer. Avrinningsområdet består mestadels av skog (80 procent) och jordbruk (11 procent). Avrinningsområdet har 0,36 kvadratkilometer vattenytor vilket ger det en sjöprocent på 2,8 procent.